# Gare de Maibara
La gare de Maibara (米原駅, Maibara-eki) est une gare ferroviaire de la ville de Maibara, dans la préfecture de Shiga, au Japon. La gare est exploitée conjointement par la JR Central et la JR West, ainsi que par la compagnie privée Ohmi Railway.

## Situation ferroviaire
La gare de Maibara est située au point kilométrique (PK) 408,2 de la ligne Shinkansen Tōkaidō, au PK 445,9 de la ligne principale Tōkaidō. Elle marque le début de la ligne principale Hokuriku et de la ligne principale Ohmi Railway.

## Historique
La gare de Maibara a été inaugurée le 1er juillet 1889.

## Service des voyageurs

### Accueil
La gare dispose d'un bâtiment voyageurs, avec guichets, ouvert tous les jours.

### Desserte

#### JR
- Ligne Biwako : 
  - voies 2 et 3 : direction Kyoto et Osaka
- Ligne principale Hokuriku : 
  - voies 5 et 6 : direction Tsuruga et Kanazawa
- Ligne principale Tōkaidō : 
  - voies 7 et 8 : direction Gifu et Nagoya
- Ligne Shinkansen Tōkaidō :
  - voie 11 : direction Shin-Osaka
  - voie 12 : direction Nagoya et Tokyo

#### Ohmi Railway
- Ligne principale Ohmi Railway :
  - voies 1 et 2 : direction Yōkaichi et Kibukawa